# جيمس إي. تشيك
جيمس إي. تشيك (بالإنجليزية: James E. Cheek)‏ هو عالم عقيدة أمريكي، ولد في 4 ديسمبر 1932 في رونوك رابيدز في الولايات المتحدة، وتوفي في 8 يناير 2010 في غرينزبورو في الولايات المتحدة.